# 國家免檢
國家免檢，是中国针对符合规定条件的产品免于政府部门实施的质量监督检查的活动。能被列入国家免检名录是優秀品牌殊榮的代表。

## 问题奶粉事件
三鹿牌奶粉曾被列入国家免检名录中，但因2008年中国奶制品污染事件的发展，公众了解到其他「國家免檢」公司的奶制品也出現問題，这次事件对「國家免檢」的信誉产生了严重负面影响。
2008年9月17日，中国国家质检总局发布2008年第99号《关于停止实行食品类生产企业国家免检的公告》，宣布取消食品业的国家免检制度，所有已生产的产品和印製在包装上已使用的国家免检标志不再有效，同时嚴禁企業以「國家免檢」作廣告宣傳。